# Dance Dance Revolution Super Nova
Dance Dance Revolution SuperNOVA (Dancing Stage SuperNOVA en Europa) es el noveno juego de arcade en la saga de Dance Dance Revolution. Fue producido por Konami y publicado en Estados Unidos por Betson Enterprises. El juego fue lanzado en Europa el 29 de abril de 2006, seguido por Estados Unidos el 15 de mayo y Japón el 12 de julio de ese mismo año. 
A diferencia de las ediciones anteriores, todas las versiones de Dance Dance Revolution SuperNOVA incluyen las mismas canciones.
La versión japonesa es la novena versión tradicional del Arcade, y la primera con placa Bemani Python modo 2 y con sistema e-AMUSEMENT. 
Fue el primer juego de la serie en lanzarse para arcades en Estados Unidos desde Dance Dance Revolution USA en el año 2000, mientras que en Europa fue la primera desde Dancing Stage Fusion en el 2004.
La versión de arcade del juego incluye 304 canciones, de las cuales 120 aparecen por primera vez en un juego arcade de la saga. Además incluye 19 canciones licenciadas, una canción licenciada por tiempo limitado, 17 canciones originales de Konami, 29 canciones provenientes de otras franquicias de BEMANI y 54 canciones provenientes de lanzamientos para consolas de sobremesa de la serie. 

## Jugabilidad
El juego conservó la jugabilidad clásica de la serie que consiste en pulsar una de las cuatro flechas direccionales que aparecen en pantalla al ritmo de distintas canciones, manteniendo combos para así obtener un mayor puntaje. 

### Cambios con respecto a entregas anteriores
Dance Dance Revolution SuperNova reemplazó el sistema de dificultades que seguía la serie por un sistema de "modos" con ocho opciones disponibles: "Tutorial", "Easy", "Medium", "Difficult", "All Music", "Nonstop", "Challenge" y "Battle".
Fue además el primer juego de la serie en incluir funcionalidades relacionadas al sistema e-Amusement, el que es utilizado para presentar un ranking en línea y recibir contenido desde internet.

## Hardware
El juego fue lanzado inicialmente en una cabina actualizada con una nueva CPU y una pantalla de alta definición CRT de 32 pulgadas, aunque eso se puede cambiar por un LCD en caso de que falle el CRT. Las nuevas cabinas son considerablemente menos anchas que sus predecesores. En octubre de 2006, solo en entregas japonesas, se actualizaron las cabinas a las actuales JAMMA DDR. Gracias a este tipo de conexión de cables, se puede reemplazar la placa Bemani Python 2, usada en este juego, en Supernova2 y en Dancing Stage Fusion, por la placa Bemani PC, usada en entregas posteriores.
La CPU es actualmente una Sony PlayStation 2 unida a la placa Bemani Python 2 con un disco duro y un procesador de gráficos mejorado para permitir la alta definición. DDR SuperNOVA es uno de los juegos modificados para el Arcade con una PS2 modificada. Bajo esas circunstancias es fácil trasladarla a una versión casera para la PS2 y a su secuela, aunque las versiones casera y arcade de esta versión y de su secuela tienen listas de canciones distintas.

## Puntuación
El sistema de puntuación en SuperNOVA puede ser considerado como una versión simplificada del usado en las ediciones anteriores. Todos los pasos en la canción valen lo mismo y todas las canciones tienen un máximo de diez millones de puntos. La fórmula para determinar el puntaje que otorga cada paso en una canción es la siguiente:
Valor de un paso = (10000000 P) / T
En donde:
- P = 2 si el paso es evaluado como "Perfect" u "O.K. Freeze Arrow"
- P = 1 si el paso es evaluado como "Great"
- P = 0 en cualquier otro caso

T = n + f, en donde:
- n: El número de pasos de la canción considerando que los saltos dobles cuentan como uno
- f: El número de "Freezes Arrows" que posee la canción.

Las canciones son calificadas de forma invisible por los "puntos de baile", que determinan la calificación dada al jugador. Cada "PERFECT" vale 2 puntos baile, un "GREAT" vale un punto y un "O.K." en una Freeze Arrow vale 2 puntos. "GOOD", "ALMOST", "BOO" y "N.G." no valen puntos
Otra diferencia con respecto a Dance Dance Revolution MAX y EXTREME está en que estos no sustraen puntos del total. El punto máximo es igual a 2 veces en número de pasos + 2 veces el número de Freeze Arrows en la canción. Debido a la forma en como calcula SuperNOVA sus puntuaciones, es posible determinar el porcentaje dividiendo la puntuación entre 100.000. Se puede obtener un número estimado de los puntos de baile dividiendo la puntuación entre 10.000.000 y multiplicar la suma de dos veces el número de los pasos y los freeze arrows en la canción.

## Personajes y lista de canciones con videos exclusivos
La pantalla, a tamaño de 640x480, funciona a una velocidad de 60 FPS. A diferencia de las primeras 8 versiones arcade, todas las canciones proveniente de la lista compartida de consolas entre DDR Party Collection y DDR Strike muestran fondos enteramente con videos. Las canciones que no fueron listadas tienen escenarios con personajes con movimientos más realistas que el 5thMIX, pero son desactivados si la canción tiene un video exclusivo (como la canción Xepher de Tatsh, que utiliza el vídeo original de Beatmania IIDX con tintes de anime). También hay una selección de 8 personajes bailables (6 antiguos y 2 nuevos (Emi, Rage, Jenny, Disco (Afro en Japón y en arcades), Baby-Lon, Robo-Zukin, Gus, Ruby)) que pueden ser seleccionados por los jugadores, solo en el menú opciones. Se seleccionan unas canciones crossover de las series de Beatmania IIDX con sus videos originales de sus estilos originales.  Se elimina el fondo con el personaje en el tutorial a favor de los personajes con escenarios. Las canciones con video seleccionadas son (no es necesario que la lista sea completa):
- 1998
- AFRONOVA(FROM NONSTOP MEGAMIX)
- AFRONOVA PRIMEVAL
- air
- Baile Le Samba
- BRILLIANT 2U (Exc. para el Stream Special)
- BURNIN' THE FLOOR
- Can Be Real
- CANDY (Solo de Riyu Kosaka)
- Colors(for EXTREME)
- 大見解
- DoLL ※Proviene del IIDX
- DYNAMITE RAVE (Exc. para el Air Special)
- DYNAMITE RAVE (B4 ZA BEAT MIX)
- Happy Wedding
- Heaven is a '57 metallic gray(gimmix)
- INSERTiON(Machine Gun Kelly Mix)
- INSIDE YOUR HEART
- KEEP ON MOVIN'(DMX Mix)
- KI・SE・KI(DDR Edit) (video de DDR Festival remplazado por 1 de Supernova)
- Knock Out Regrets
- L'amour et la liberte' (DDR ver.)
- Look To The Sky(True Color Mix)
- LOVE IS ORANGE
- Make A Difference
- MARIA(I believe...)
- MAX 300(Super-Max-Me Mix)
- Midnight Special
- Miracle Moon -L.E.D. LIGHT STYLE MIX-
- Monkey Punk
- murmur twins ※Proviene del IIDX
- PARANOiA (Exc. para el X-Special)
- PARANOIA survivor
- PARANOIA survivor MAX
- PASSION OF LOVE
- PEACE(^^)v ※Grabado en el concierto de BeForU LIVE 2006
- Polovtsian Dances And Chorus
- Quickening
- 桜
- Saturday Night Love ※Proveniente del DDR STRIKE
- SEDUCTION
- SEXY PLANET
- SEXY PLANET(FROM NONSTOP MEGAMIX)
- Sweet Sweet Love Magic
- sync(EXTREME Version)
- TOMORROW
- TwinBee(GenerationX)
- un deux trois
- Xepher ※Proviene del IIDX
- You gotta move it(feat.Julie Rugaard)
- You're Not Here
- Your Rain(RAGE MIX)

## Renombres en esta entrega
Se renombrarón algunas canciones de DDR Extreme con la entrega norteamericana de Supernova y es la siguiente:
- 蒼い衝動 ～for EXTREME～ (Aoi shodou ~for EXTREME~) → Blue Impulse ~for EXTREME~
- 三毛猫ロック (Mikenekorokku) → Calico Cat Rock
- ♥LOVE２ シュガ→♥ (♥ LOVE 2 shuga ￫♥) → Love 2 Sugar
- 魔法の扉 (スペース★マコのテーマ) (Mahō no tobira (supēsu ★ Mako no tēma)) → Magic Door (Theme of Space Maco)

Las otras canciones de entregas anteriores (sin límitar a DDR Extreme) fueron romanizadas exc. para GRADUATION ～それぞれの明日～ (GRADUATION ~ sorezore no ashita ~), que se retiró su subtítulo.

## Extra Stages
Si el jugador recibe una calificación de AA o más (una puntuación de 9 500 000 o más, y el 95 % o más de los puntos de baile totales) en su escena final a máxima dificultad, se activa la Extra Stage. Se selecciona cualquier canción para la Extra Stage, dependiendo en el modo de juego escogido al principio, una canción adicional que no está disponible normalmente es añadida a la lista de canciones. Y sólo puede ser jugada a dificultad máxima. Con los modificadores predeterminados sin posibilidad de cambiarse. Y la barra de vida inicia completamente llena, pero sin posibilidad de recuperarse, que en su secuela es remplazada por la batería challenge con el MAX de 4 vidas que se pierde cada GOOD/ALMOST/BOO/mina o shock arrow/N.G.
Si se inició el juego con BASIC o DIFFICULT, la Extra Stage es Healing-D-Vision por De-Strad, una canción de dificultad de 10 pies con un BPM de 180 que se acelera a 360 (el doble de la velocidad) cerca del final. Se nota también por sus notas fuera de sincronía. Si se inició con dificultad Expert o All Music, la Extra Stage es Fascination MAXX por 100-200-400, una canción de dificultad de 10 pies con un BPM que varía entre 100, 200 y 400. El parche de septiembre de 2006, también añadió otra canción sólo seleccionable como Extra Stage. Fascination ~eternal love mix~ por 2 MB, que es un remix de la canción anterior con BPM variables, pero añade pausas. Los pasos son más fáciles, pero aún difíciles. El parche de septiembre de 2006 es publicada bajo el sistema e-Amusement, pero la arcade norteamericana no cuenta con ese sistema, para eso, se publicó un 2.º DVD para las arcades que no tienen dicho sistema, y que además, corrige errores de la máquina. De cualquier modo, los modificadores bloqueados son 1.5x, Rainbow, y Reversa.
Encore Extra: One More Extra Stage, ahora renombrada a Encore Extra Stage, fue introducida en DDRMAX y siempre tiene una canción fija con modificadores predeterminados. Encore Extra Stage usa la barra de vida "Sudden Death"; el jugador pierde automáticamente si tiene cualquier paso que no sea "PERFECT" o "GREAT", que en su secuela es remplazada por batería challenge con una sola vida. En esta entrega, completando Healing-D-Vision con AA o cualquiera de las canciones Fascination MAXX o Fascination ~eternal love mix~ con A, se desbloquea CHAOS por DE-SIRE retunes, una canción de medio tempo a una moderadamente rápida con un ritmo inusual y paradas erráticas (por lo menos 43), haciéndola difícil de seguir. Esta canción tiene los pasos más difíciles hasta ahora. Y es la primera Encore Extra Stage que tiene dificultad 10. Actualmente no hay modificadores, la canción debe ser jugada con los valores predeterminados.

## Lista de música
Esta lista es solo para la arcade, puede cambiar en las tres versiones de consola. Canciones con Claqueta contienen video. Canciones que tienen título japonés indica: en cursiva indican el romaji y en negrita las traducciones. Se eliminaron gran parte de las licencias de Dancemania debido al término de licencia.
| Canciones                                                             | Artistas                                   | Extras |
| Licencias (19 en Total)                                               | Licencias (19 en Total)                    | Licencias (19 en Total) |
| --------------------------------------------------------------------- | ------------------------------------------ | --- |
| "A LOVE LIKE THIS"                                                    | PANDORA                                    | de Dancemania EX5 |
| "CENTERFOLD (130BPM move it remix)"                                   | CAPTAIN JACK                               | de Dancemania Hyper Delux hecha famosa por The J. Geils Band |
| "DA CAPO"                                                             | ACE OF BASE                                | de Dancemania EX6 |
| "Doesn't Really Matter"                                               | Janet Jackson                              | del álbum All for You |
| "FEELS JUST LIKE IT SHOULD"                                           | LH MUSIC CREATION                          | Hecha famosa por Jamiroquai |
| "GIRL IN A DAYDREAM"                                                  | PANDORA                                    | de Dancemania EX6 |
| "GIVE ME UP"                                                          | LH MUSIC CREATION                          | Hecha famosa por Michael Fortunati |
| "Golden Sky"                                                          | Smile.dk                                   | de Dancemania EX5 |
| "I'll Make Love To You"                                               | LH MUSIC CREATION                          | Hecha famosa por Boyz II Men |
| "Jerk It Out"                                                         | CAESARS                                    | del álbum Love for the Streets |
| "La Bamba"                                                            | LH MUSIC CREATION                          | Cover de la música folclórica mexicana del mismo nombre |
| "Long Train Runnin'"                                                  | X-TREME                                    | de Dancemania EX2 hecha famosa por The Doobie Brothers |
| "LOVE AT FIRST SIGHT (Twin Masterplan Mix)"                           | Kylie Minogue                              | de Dancemania EX7 Remix de la canción de Dancemania |
| "MODERN GIRL"                                                         | Sheena Easton                              | del álbum Take My Time |
| "MR.DABADA (Groove Wonder Remix)"                                     | Carlos Jean                                | de Dancemania Hyper Delux Remix de la canción de Dancemania |
| "Surrender (Your Love)"                                               | JAVINE                                     | del álbum Surrender |
| "TOXIC (FT company Edit)"                                             | HELEN                                      | de Dancemania COVERS 1 Hecha famosa por Britney Spears |
| "What a Wonderful World"                                              | BEATBOX vs DJ Miko                         | de Dancemania EX1 Hecha famosa por Louis Armstrong |
| "WOOKIE WOOKIE"                                                       | MACHOMAN                                   | de Dancemania EX9 |
| Originales de Konami (13 en Total)                                    |                                            | |
| "Baby's Tears"                                                        | MIKI ROBERTS                               | Cover en inglés del opening del anime Sky Girls cantada por Riyu Kosaka |
| "Flow"                                                                | Scotty D. revisits U1                      | Dividida en 2 versiones seleccionables: - Versión original, sin cambios de velocidad ni dificultad Challenge - Versión True Style, en donde duplica la velocidad en el coro, además de agregar la dificultad Challenge Original de Konami |
| "Fly away"                                                            | ChiyoTia                                   | Original de Konami |
| "華爛漫 ~Flowers~" (Hana Ranman ~Flowers~)                            | TЁЯRA                                      | Original de Konami |
| "HONEY♂PUNCH"                                                         | 小坂りゆ                                   | Del álbum BeForU II |
| "INNOCENCE OF SILENCE"                                                | nc ft. NRG Factory                         | Original de Konami |
| "Morning Glory"                                                       | BeForU                                     | del álbum BeForU II |
| "My Only Shining Star"                                                | NAOKI feat. Becky Lucinda                  | Original de Konami |
| "PEACE(^^)v"                                                          | BeForU                                     | del álbum BeForU II |
| "SEDUCTION (Vocal Remix)"                                             | NC feat. NRG Factory                       | de V-RARE SOUNDTRACK-5 USA |
| "Star Gate Heaven"                                                    | SySF. feat. Donna Burke                    | Original de Konami |
| "TRUE♥LOVE"                                                           | jun feat. Schanita                         | Original de Konami |
| Crossovers de BEMANI (29 en Total)                                    |                                            | |
| "AA"                                                                  | D.J.Amuro                                  | de Beatmania IIDX 11: IIDXRED |
| "cachaca"                                                             | Mokky de Yah Yah's                         | de GuitarFreaks 8thMix y DrumMania 7thMix |
| "CAN'T STOP FALLIN' IN LOVE -super euro version-                      | NAOKI with Y&Co.                           | de Para Para Paradise |
| "CENTAUR"                                                             | Jimmy Weckl                                | de DrumMania 2nd Mix |
| "チカラ" (Chikara)                                                    | BeForU                                     | de GuitarFreaks 9thMix y DrumMania 8thMix |
| "CURUS"                                                               | D-crew                                     | de Pop'n Music 12 いろは |
| "男々道" (Dan Dan Dō)                                                 | Des-ROW 組                                 | de pop'n music 9 |
| "Dragon Blade"                                                        | Kozo Nakamura                              | de GuitarFreaks 11thMix y DrumMania 10thMix |
| "Drivin'"                                                             | NAOKI feat. Paula Terry                    | de Beatmania IIDX 8th Style |
| "DYNAMITE RAVE -super euro version-"                                  | NAOKI with Y&Co.                           | de Para Para Paradise |
| "月光蝶" (Gekkō Chō)                                                  | あさき                                     | de GuitarFreaks 9thMix y DrumMania 8thMix |
| "HAPPY☆ANGEL"                                                         | jun feat. TAHIRIH                          | de Beatmania IIDX 12: Happy Sky |
| "Hunting for you"                                                     | Togo Project feat. Megu & Scotty D.        | de beatmania 4thMix |
| "怒れる大きな白い馬" (IKARERU OOKINA SHIROI UMA) (Tino's White Horse) | Morning Blue Dragon                        | de pop'n music 11 |
| "カゲロウ" (Kagerow) (Dragon Fly)                                     | Des-ROW 組スペシアルr                      | de pop'n music 11 |
| "この子の七つのお祝いに" (Konoko no Nanatsu no Oiwaini)               | あさき                                     | de GuitarFreaks 10thMix y DrumMania 9thMix |
| "MONDO STREET"                                                        | Orange Lounge                              | de DrumMania 2nd Mix |
| "MOON"                                                                | dj TAKA feat. Erika                        | de pop'n music 13 カーニバル |
| "夢幻ノ光" (Mugen no hikari)                                          | TЁЯRA                                      | de pop'n music 12 いろは |
| "murmur twins"                                                        | yu_tokiwa.djw                              | de beatmania IIDX 8th Style |
| "虹色" (Nijiiro)                                                      | DJ YOSHITAKA feat. G.S.C. license          | de pop'n music 13 カーニバル |
| "No.13"                                                               | TAKA respect for J.S.B.                    | de Beatmania IIDX 10th Style |
| "Quick Master"                                                        | act deft                                   | de pop'n music |
| "rainbow rainbow"                                                     | Ryu☆                                       | de beatmaniaIIDX 10th Style |
| "RED ZONE"                                                            | Tatsh & NAOKI                              | de beatmaniaIIDX 11 IIDXRED |
| "Ska Ska No.3"                                                        | 亜熱帯マジ-SKA爆弾                         | de pop'n music 6 |
| "TIERRA BUENA"                                                        | WILMA DE OLIVEIRA                          | de GuitarFreaks 9thMix y DrumMania 8thMix |
| "Under The Sky"                                                       | 南さやか (BeForU) with platoniX            | de beatmaniaIIDX 12 HAPPY SKY |
| "Xepher"                                                              | Tatsh                                      | de beatmaniaIIDX 12 HAPPY SKY |
| De las versiones caseras (54 en Total)                                |                                            | |
| "A Stupid Barber"                                                     | Sho-T                                      | de Dance Dance Revolution Extreme (JP PS2) |
| "Bad Routine"                                                         | D.J. Spugna                                | de Beatmania IIDX 7th Style |
| "BAILA! BAILA!"                                                       | DANDY MINEIRO                              | de Dance Maniax |
| "Baile Le Samba"                                                      | Big Idea                                   | de Dance Dance Revolution Ultramix 2 |
| "BALALAIKA, CARRIED WITH THE WIND"                                    | Julie ann Frost                            | de GuitarFreaks 6thMix y DrumMania 5thMix |
| "BALLAD FOR YOU ~想いの雨~" (~Omoi no Ame~)                           | NM feat. THOMAS HOWARD                     | de Beatmania IIDX 6th Style |
| "Brazilian Anthem"                                                    | Berimbau '66                               | De uno de los packs de Xbox |
| "Brilliant R-E-D"                                                     | NAOKI feat. Tahirih Walker                 | de Dance Dance Revolution Ultramix 3 |
| "Can Be Real"                                                         | Vision F                                   | de Dance Dance Revolution Party Collection |
| "DoLL"                                                                | TЁЯRA                                      | de beatmaniaIIDX 10th Style |
| "Forever Sunshine"                                                    | Chel Y.                                    | de DDRMAX2 |
| "Freedom"                                                             | BeForU                                     | de Dance Dance Revolution Party Collection |
| "Funk Boogie"                                                         | Funk Kid feat. KOOL BOYS                   | de Dance Dance Revolution Extreme (Consola norteamericana) |
| "GORGEOUS 2012"                                                       | THE SURRENDERS                             | de Dance ManiaX |
| "ヒマワリ" (Himawari)                                                 | RIYU from BeForU                           | de GuitarFreaks 10thMix y Drummania 9thMix |
| "I Need You"                                                          | Supa Fova feat. Jenny F.                   | de DDRMAX2 |
| "I'M FOR REAL"                                                        | SLAKE feat. JP MILES                       | de Beatmania IIDX 4th Style |
| "iFUTURELIST (DDR Version)"                                           | Akira Yamaoka                              | de Dance Dance Revolution Str!ke |
| "INSERTiON (Machine Gun Kelly Mix)"                                   | Thuggie D.                                 | de Dance Dance Revolution Ultramix |
| "INSIDE YOUR HEART"                                                   | AKIRA YAMAOKA                              | de Dance Dance Revolution Extreme 2 |
| "Jam&Marmalade"                                                       | FinalOffset                                | de beatmania III |
| "Keep On Liftin'"                                                     | dj nagureo                                 | de beatmania III |
| "KEEP ON MOVIN' (DMX Mix)"                                            | N.M.R.-typeG                               | de Dance ManiaX |
| "KI SE KI (DDR edit)"                                                 | BeForU                                     | de beatmaniaIIDX 11 IIDXRED |
| "Knock Out Regrets"                                                   | MAKI@TOGO. BAND                            | de pop'n music 12 いろは (JP PS2) |
| "LOGICAL DASH"                                                        | dj TAKA                                    | de beatmania 4thMix |
| "LOVE IS ORANGE"                                                      | Orange Lounge                              | de beatmaniaIIDX 8th Style |
| "Make A Difference"                                                   | Lala Moore with CoCoRo*Co                  | de Beatmania IIDX 9th Style |
| "MARIA (I believe...)"                                                | NAOKI feat. PAULA TERRY                    | de beatmaniaIIDX 9th Style |
| "祭 (J-SUMMER MIX)" (Matsuri (J-Summer Mix))                          | RE-VENGE                                   | de Dance ManiaX 2ndMix |
| "MAX 300 (Super-Max-Me Mix)"                                          | Jondi & Spesh                              | de Dance Dance Revolution Ultramix 2 |
| "MAXIMIZER"                                                           | CLI-MAX S.                                 | de Dance Dance Revolution Extreme (NA PS2) |
| "MIDNIGHT SPECIAL"                                                    | Love Machineguns                           | de GuitarFreaks 3rdMix |
| "Mind Parasite"                                                       | TOMOSUKE                                   | de Dance ManiaX 2ndMix |
| "Monkey Punk"                                                         | Big Idea                                   | de Dance Dance Revolution Ultramix 2 |
| "PARANOiA -Respect-"                                                  | .3k                                        | de Dance Dance Revolution Party Collection |
| "PASSION OF LOVE"                                                     | NAOKI feat. PAULA TERRY                    | de Dance Dance Revolution Extreme 2 |
| "peace-out"                                                           | dj nagureo                                 | de beatmania 4thMix |
| "Polovtsian Dances And Chorus"                                        | Naoto Suzuki feat. Martha                  | Canción temática de The Sword of Etheria remix de Polovtsian Dances |
| "PUT YOUR FAITH IN ME (SATURDAY NIGHT MIX)"                           | UZI-LAY                                    | de Dance ManiaX |
| "Quickening"                                                          | dj TAKA                                    | de Dance Maniax 2ndMix |
| "rainbow flyer"                                                       | dj TAKA                                    | de beatmaniaIIDX 8th Style |
| "Saturday Night Love"                                                 | Sota feat. Brenda V.                       | de Dance Dance Revolution Extreme 2 |
| "Scorching Moon"                                                      | Shawn the Horny Master                     | de Dance Dance Revolution Extreme (JP PS2) |
| "SEDUCTION"                                                           | nc ft. FINALFORCE                          | de Dance Dance Revolution Extreme 2 |
| "Stars★★★ (2nd NAOKI's Style)"                                        | TЁЯRA                                      | Representa estrella de Dance Dance Revolution Party Collection |
| "THE SHINING POLARIS"                                                 | L.E.D. feat. Sana                          | de beatmaniaIIDX 4th Style (JP PS2) |
| "TOMORROW"                                                            | nc ft. Dreamscanner                        | de Dance Dance Revolution Extreme 2 |
| "Tomorrow Perfume"                                                    | dj TAKA                                    | de beatmaniaIIDX 7th Style |
| "Try 2 Luv. U"                                                        | S.F.M.P.                                   | de DDRMAX2 |
| "un deux trois"                                                       | SDMS                                       | de Dance Dance Revolution Extreme (JP PS2) |
| "You gotta move it (feat. Julie Rugaard)"                             | Yuzo Koshiro                               | de Dance Dance Revolution Extreme 2 |
| "You're Not Here"                                                     | Heather                                    | de Dance Dance Revolution Extreme (NA PS2) de Silent Hill 3 |
| "Your Rain (RAGE MIX)"                                                | Akira Yamaoka feat. Mary Elizabeth McGlynn | de Dance Dance Revolution Extreme (NA PS2) remix de la canción de Silent Hill 4: The Room |
| Canciones BOSS (4 en Total)                                           |                                            | |
| "Healing-D-Vision"                                                    | DE-STRAD                                   | Accesible vía EXTRA STAGE |
| "Fascination MAXX"                                                    | 100-200-400                                | Accesible vía EXTRA STAGE |
| "Fascination ~eternal love mix~"                                      | 2MB                                        | Accesible vía EXTRA STAGE Disponible solo con e-AMUSEMENT activado para Japón y con el 2.º DVD para el resto del mundo |
| "CHAOS"                                                               | DE-SIRE retunes                            | Accesible vía ENCORE EXTRA |
| Canción especial                                                      |                                            | |
| "Beautiful Life"                                                      | ARIA                                       | Canción temática de Backdancers! |
| Retiradas de versiones anteriores (56 en Total)                       |                                            | |
| "BURNIN' THE FLOOR(MOMO MIX)"                                         | NAOKI                                      | de DDR EXTREME |
| "BUTTERFLY"                                                           | SMiLE.dk                                   | de DDR 1st Mix |
| "CAPTAIN JACK (GRANDALE REMIX)"                                       | CAPTAIN JACK                               | de DDR 3rd Mix |
| "CARTOON HEROES (Speedy Mix)"                                         | BARBIE YOUNG                               | de DDR EXTREME |
| "COW GIRL"                                                            | BAMBEE                                     | de DDR MAX |
| "DAM DARIRAM"                                                         | JOGA                                       | de DDR 3rd Mix |
| "DO YOU REMEMBER ME"                                                  | JENNY                                      | de DDRMAX |
| "EL RITMO TROPICAL"                                                   | DIXIE'S GANG                               | de DDR 2nd Mix |
| "FANTASY"                                                             | MELISSA                                    | de DDRMAX |
| "FANTASY"                                                             | LOCKOUT                                    | de DDR MAX 2 |
| "GET UP'N MOVE"                                                       | S&K                                        | de DDR 2nd Mix |
| "HIGHS OFF U (Scorccio XY Mix)"                                       | 4 REEEL                                    | de DDRMAX |
| "I believe in miracles"                                               | HI-RISE                                    | de DDR 2nd Mix |
| "I DO I DO I DO"                                                      | CREAMY                                     | de DDR EXTREME |
| "IF YOU WERE HERE"                                                    | JENNIFER                                   | de DDR 2nd Mix |
| "I'M IN THE MOOD FOR DANCING"                                         | SHARON                                     | de DDRMAX |
| "IRRESISTIBLEMENT"                                                    | WILDSIDE                                   | de DDR EXTREME |
| "IT'S RAINING MEN (Almighty Mix)"                                     | GERI HALLIWELL                             | de DDRMAX2 |
| "I Was The One"                                                       | good-cool                                  | de DDR 5th MIX (originaria de Beatmania IIDX 2nd Style) |
| "LA COPA DE LA VIDA"                                                  | PATRICK VICTORIO                           | de DDR EXTREME |
| "Last Message"                                                        | good-cool feat. Meg                        | de DDR EXTREME (originaria de Beatmania IIDX 7th Style) |
| "LET'S GET DOWN"                                                      | JT PLAYAZ                                  | de DDR 1st Mix |
| "LET'S GROOVE"                                                        | TIPS&TRICKS VS WISDOME                     | de DDRMAX |
| "LITTLE BITCH"                                                        | THE SPECIALS                               | de DDR 1st Mix |
| "LITTLE BOY (BOY ON BOY MIX)"                                         | CAPTAIN JACK                               | de DDRMAX2 |
| "LIVING IN AMERICA"                                                   | ROSE&JOHN                                  | de DDR MAX 2 |
| "LONG TRAIN RUNNIN'"                                                  | BUS STOP                                   | de DDRMAX2 |
| "LOVIN' YOU (ROB SEARLE CLUB MIX)"                                    | VINYL BABY                                 | de DDRMAX |
| "MAXIMUM OVERDRIVE (KC Club Mix)"                                     | 2 UNLIMITED                                | de DDRMAX2 |
| "MIRACLE"                                                             | ST.JANNARO                                 | de DDRMAX |
| "Mr. T (take me higher)"                                              | Risky Men feat. Asuka M.                   | de DDR 5th Mix (originaria de Beatmania IIDX 4th Style) |
| "MY SWEET DARLIN'"                                                    | WILDSIDE                                   | de DDRMAX |
| "NORI NORI NORI"                                                      | JUDY CRYSTAL                               | de DDRMAX |
| "ORDINARY WORLD"                                                      | AURORA featuring NAMIEE COLEMAN            | de DDRMAX |
| "RHYTHM AND POLICE (K.O.G G3 MIX)                                     | CJ CREW feat. CHRISTIAN D.                 | de DDR 4th Mix |
| "SAINT GOES MARCHING (REMIX)"                                         | THE SAINT                                  | de DDR 4th Mix |
| "SENORITA (Speedy Mix)"                                               | JENNY ROM                                  | de DDR EXTREME |
| "SKY HIGH"                                                            | DJ MIKO                                    | de la serie de DDR Solo |
| "SO DEEP (PERFECT SPHERE REMIX)"                                      | SILVERTEAR                                 | de DDRMAX |
| "そばかす (FRECKLES) (KCP Re-Edit)"                                   | TIGGY                                      | de DDRMAX |
| "SOMEWHERE OVER THE RAINBOW"                                          | COSMIC GATE                                | de DDRMAX |
| "SPEED OVER BEETHOVEN"                                                | ROSE                                       | de DDR EXTREME |
| "Spin the disc"                                                       | good-cool                                  | de DDRMAX2 (originaria de Beatmania IIDX 5th Style) |
| "SYNCHRONIZED LOVE (Red Monster Hyper Mix)"                           | JOE RINOIE                                 | de DDR 4th Mix |
| "TELEPHONE OPERATOR (Club MIX)"                                       | SHELLEY PETER                              | de DDRMAX |
| "The Centre Of The Heart (STONEBRIDGE CLUBMIX)"                       | Roxette                                    | de DDRMAX |
| "THE REFLEX"                                                          | DURAN DURAN                                | de DDRMAX2 |
| "THERE YOU'LL BE"                                                     | DJ SPEEDO feat. ANGELICA                   | de DDRMAX2 |
| "TWILIGHT ZONE (R-C Extended Club Mix)"                               | 2 UNLIMITED                                | de DDRMAX |
| "WAKA LAKA"                                                           | JENNY ROM vs ZIPPERS                       | de DDRMAX2 |
| "WE ARE THE CHAMPIONS (Factory Team Remix)"                           | LIVE 2 LOVE                                | de DDR EXTREME |
| "WE WILL ROCK YOU"                                                    | HOUSEBOYZ                                  | de DDR EXTREME |
| "White Lovers"                                                        | 新谷さなえ                                 | de DDR EXTREME (originaria de Pop'n Music 7) |
| "WITCH DOCTOR (GIANTS TOONS VERSION)"                                 | CARTOONS                                   | de DDRMAX |
| www.Blonde Girl (MOMO MIX)"                                           | JENNY ROM                                  | de DDRMAX |
| "夜空ノムコウ" (YOZORA NO MUKO)                                       | EUROBEAT LOVERS                            | de DDRMAX |

## Música
- MAX 300 (Super-Max-Me Mix): Su primera aparición fue en Dance Dance Revolution ULTRAMIX 2 y es la canción "Boss" en dificultad Easy en las versiones caseras de SuperNOVA, es considerada la más "fácil" de las canciones "Boss" (y una de las más jugadas en la versión Arcade, debido a que no está bloqueada como Healing-D-Vision), aunque tiene su dificultad difícil. Es relativamente fácil en Beginner (3) y Basic (6), pero a partir de Difficult se incrementa la dificultad. Esta canción circula a 320 BPM, a pesar del nombre. Requiere mucha resistencia y lectura rápida, igual que cualquier canción MAX, donde la velocidad máxima es constante en casi toda la canción. En Challenge, esta canción combina pasos de 1/8 con saltos y cadenas largas en la canción, especialmente al final. A 1.5x de velocidad e invertida, esta canción resulta en 480 BPM, haciendo de la resistencia vital para pasar la canción. La menor velocidad es 140 BPM, donde se reduce a la mitad de la canción por 10 segundos.[8]
- Fascination MAXX: Jugable solo por Extra Stage o bajo el modo Challenge, Fascination MAXX es una de las canciones más difíciles de todos los juegos DDR hasta Dance Dance Revolution SuperNOVA 2, especialmente bajo las circunstancias en que debe jugarse - las flechas van en reversa a 1.5 veces la velocidad normal, resultando en una velocidad máxima de 600 BPM. El máximo factor de dificultad recae al final de la canción, donde el jugador es forzado a golpear taladros de notas de 1/8 a 400 BPM (o en Extra Stage, a 600). La mínima velocidad para Fascination MAXX es 100 BPM y es la música que ha alcanzado el mayor número de combos visibles en pantalla en todo DDR (670 combos),[9] superada por Elemental Creation en combos y 424 BPM de velocidad constante.
- CHAOS: Como bag de DDR EXTREME, es una canción inusual de 10 pies (18 en escala DDR X), debido a que su dificultad no está en la velocidad o complejidad de las flechas, sino en la parte de que hay 42 paradas a mitad de nota. Es jugable bajo One More Extra Stage o bajo el modo Challenge. Es muy difícil pasar esta canción, debido a las condiciones en que debe jugarse (un GOOD o peor o N.G. se falla la canción) debido a las pausas.
- Healing-D-Vision: Healing-D-Vision tiene un rango de 180 a 360 BPM. Esta canción de 10 pies (18 en escala DDR X), aunque es razonablemente más fácil que las anteriores, es difícil por sus series de galopes, saltos y corrientes en la canción. Healing-D-Vision es notable por su pobre tiempo. Aunque la canción sigue un ritmo swing, las notas fuera de música son de 1/16, más que el estándar 1/12 de swing. El final de sus pasos "Oni" son una corriente de crossovers de notas de 1/8 a 360 BPM.
- Fascination -eternal love mix-: Esta canción es un remix de 2MB de Fascination MAXX (2MB es seudónimo que usó U1-ASAMi en vez de su alias común), y su dificultad es similar a ésta aunque algo más difícil. Las velocidades siguen siendo 100, 200 y 400. Aunque la dificultad está basada más en la complejidad y en la técnica más que en la energía, la canción sigue siendo muy difícil. Sus pasos Challenge (18 en escala DDR X), sin embargo, son unos de los más difíciles de DDR incluso en Dance Dance Revolution SuperNOVA 2, debido a sus corrientes rápidas de saltos. No aparece en Supernova norteamericana debido a que no cuenta con el sistema e-AMUSEMENT, debido a esto, se ha publicado un 2.º DVD que contiene corrección de errores y esta canción.